# Włodzimierz Sybirny
Włodzimierz Sybirny – polski naukowiec, dr hab. profesor Katedry Bioenergetyki i Analizy Żywności Wydziału Biologicznego i Rolniczego Uniwersytetu Rzeszowskiego.

## Życiorys
Obronił pracę doktorską, następnie uzyskał stopień doktora habilitowanego. Został zatrudniony na stanowisku profesora w Katedrze Bioenergetyki i Analizy Żywności na Wydziale Biologicznym i Rolniczym Uniwersytetu Rzeszowskiego.